# 原田耕介
原田 耕介（はらだ こうすけ、1929年(昭和4年) 11月10日 - ）は、日本の電気・電子工学者。工学博士（九州大学）、九州大学名誉教授、崇城大学名誉教授、IEEE Fellow、瑞宝中綬章。
九州大学助教授、教授、工学部長、崇城大学教授、同大学エネルギーエレクトロニクス研究所所長、日本応用磁気学会会長などを歴任。

## 来歴・人物
- 1929年11月 福岡県小倉市（現在の北九州市）で誕生
- 1948年3月 修猷館中学（現福岡県立修猷館高等学校）卒業
- 1958年3月 九州大学工学部電気工学科 博士課程修了、工学博士取得[14]
- 1960年11月 九州大学助教授（電子工学第三講座（電子制御工学））[15]
- 1968年10月 九州大学教授（電子工学第一講座（電子回路工学））[15]
- 1973年4月 - 1975年3月 電気学会磁気応用研究専門委員会発足 委員長[16]
- 1980年4月 - 1984年3月 電子通信用電源技術研究専門委員会発足 委員長（最初の 2年間は調査専門委員会）[17]
- 1981年1月 - 1983年12月 電気学会バイオマグネティックス研究専門委員会委員長
- 1983年10月 第5回IEEE INTELEC（International Telecommunications Energy Conference）日本開催 実行委員長
- 1983年 - 電子情報通信学会パワーエレクトロニクス国際研究集会運営委員会 委員長
- 1985年7月 - 2007年4月日本能率協会(JMA)スイッチング電源システムシンポジウム発足 企画委員長
- 1988年4月 第19回IEEE PESC（Power Electronics Specialist Conference ）日本開催 組織委員長
- 1990年4月 - 1992年3月 九州大学工学部長
- 1991年10月 第13回IEEE INTELEC 日本開催組織委員長
- 1993年4月 九州大学名誉教授、熊本工業大学（現崇城大学）電子工学科教授
- 1993年4月 - 1994年3月 日本応用磁気学会会長[18]
- 1993年10月～2006年10月 日本能率協会 次世代エネルギーエレクトロニクス研究会を設立 企画・運営委員長[16]
- 1994年1月 熊本工業大学にエネルギーエレクトロニクス研究所設置 所長
- 2001年7月 日本学術振興会「次世代のスイッチング電源システム」第173委員会設立 委員長[19]
- 2005年4月 - 崇城大学名誉教授、エネルギーエレクトロニクス研究所 名誉所長

## 受賞歴
- 1965年 電気学会論文賞[16]
- 1980年 井上春成賞「マグネットメータによる高炉のセンシング」[20]
- 1981年1月 IEEE Fellow [21]
- 1982年 計測自動制御学会 技術賞[22]
- 1984年 IEEE Industry Application Society Transactions 論文賞
- 1988年4月 IEEE William E. Newell Power Electronics Award [23]
- 1996年4月 IEEE Magnetics Society Achievement Award [24]
- 1996年9月 日本応用磁気学会 学会賞[25]
- 2000年 IEEE Magnetics Society 3rd Millennium Medal [26]
- 2000年 電子情報通信学会 Fellow [27]
- 2003年6月 IEEE Power Electronics Society Distinguished Service Award
- 2008年11月瑞宝中綬章[28]

## 著作

### 学位論文
- 原田耕介, 「倍周期型時期増幅器と倍周期発振現象について」 九州大学 博士論文、1958年, 報告番号不明, NAID 500000446367

### 著書
（単著・共著）
- 原田耕介、二宮保、中野忠夫『基礎電子回路（大学講義シリーズ）』コロナ社、1985年5月。ISBN 4339001295.
- 原田耕介、二宮保、顧文建『スイッチングコンバータの基礎』コロナ社、1992年2月。ISBN 4339005932.
- 原田耕介、二宮保『信頼性工学』養賢堂、1977年2月。ISBN 4842501308.

（訳書・編書）
- H.F.Storm(著)、山村昌(翻訳)、原田耕介(翻訳)『時期増幅器』コロナ社、1959年。ASIN B000JAROSC.
- 原田耕介(監修)『ソフトスイッチング電源技術ーよくわかるSW電源入門』日刊工業新聞社、1999年12月。ISBN 4526044806.
- 原田耕介(監修)『スイッチング電源ハンドブック』日刊工業新聞社、2000年1月。ISBN 4526044954.
- 原田耕介(監修)『スイッチング電源の高周波対策』日刊工業新聞社、1997年2月。ISBN 4526039683.